# Championnat d'Angleterre féminin de football 2012
Navigation
2011 2013
La FA WSL 2012 est la 21e édition du championnat d'Angleterre féminin de football, la 2e sous le nom de Women's Super League (WSL). 
Le premier niveau du championnat féminin oppose huit clubs anglais. La compétition débute le dimanche 8 avril 2012 et s'achève le dimanche 7 octobre 2012.
Les deux premières places du championnat sont qualificatives pour la Ligue des champions féminine de l'UEFA. 
Arsenal et Birmingham City, respectivement champion et vice-champion en 2011, sont les représentants anglais en Ligue des champions féminine de l'UEFA 2012-2013.
| \| Arsenal Chelsea Birmingham City Bristol Academy Doncaster Belles Everton Lincoln Ladies Liverpool \| Localisation des clubs engagés dans le championnat. |
| Arsenal Chelsea Birmingham City Bristol Academy Doncaster Belles Everton Lincoln Ladies Liverpool                                                           |

## Participants
Ce tableau présente les huit équipes qualifiées pour disputer le championnat 2012. On y trouve le nom des clubs, leur classement de la saison précédente est le nom des stades.
| Club                    | Ville               | Stade                                   | classement 2011 |
| ----------------------- | ------------------- | --------------------------------------- | --------------- |
| Arsenal                 | Borehamwood         | Meadow Park                             | 1e              |
| Birmingham City         | Stratford-upon-Avon | The DCS Stadium                         | 2e              |
| Bristol                 | Filton              | Stoke Gifford Stadium                   | 5e              |
| Chelsea                 | Staines             | Wheatsheaf Park                         | 6e              |
| Doncaster Rovers Belles | Doncaster           | Keepmoat Stadium                        | 7e              |
| Everton                 | Crosby              | The Arriva Park                         | 3e              |
| Lincoln Ladies          | Lincoln             | Ashby Avenue                            | 4e              |
| Liverpool               | Skelmersdale        | Skelmersdale & Ormskirk College Stadium | 8er             |

## Compétition

### Classement
Le classement est calculé avec le barème de points suivant : une victoire vaut trois points, le match nul un et la défaite zéro.
Les critères utilisés pour départager en cas d'égalité au classement sont les suivants :
1. différence entre les buts marqués et les buts concédés sur la totalité des matchs joués dans le championnat ;
2. plus grand nombre de buts marqués sur la totalité des matchs joués dans le championnat.

| Rang | Équipe           | Pts | J  | G  | N | P  | Bp | Bc | Diff |
| ---- | ---------------- | --- | -- | -- | - | -- | -- | -- | ---- |
| 1    | Arsenal T        | 34  | 14 | 10 | 4 | 0  | 39 | 18 | +21  |
| 2    | Birmingham City  | 26  | 14 | 7  | 5 | 2  | 31 | 18 | +13  |
| 3    | Everton          | 25  | 14 | 7  | 4 | 3  | 20 | 16 | +4   |
| 4    | Bristol Academy  | 18  | 14 | 4  | 6 | 4  | 17 | 16 | +1   |
| 5    | Lincoln Ladies   | 18  | 14 | 5  | 3 | 6  | 24 | 26 | -2   |
| 6    | Chelsea          | 17  | 14 | 5  | 2 | 7  | 20 | 23 | -3   |
| 7    | Doncaster Belles | 11  | 14 | 3  | 2 | 9  | 14 | 28 | -14  |
| 8    | Liverpool        | 5   | 14 | 1  | 2 | 11 | 15 | 35 | -20  |

| Légende : | Légende : |
| --------- | --- |
|           | Qualifié pour la Ligue des champions 2013-2014 |
|           | T Tenant du titre. CA Vainqueur de la FA WSL Cup 2013. Pts points ; G victoires ; N match nuls ; P défaites Bp buts marqués ; Bc buts encaissés ; Diff différence de buts |

### Résultats
| Résultats (▼dom., ►ext.)                                   | ARS | BIR | BRI | CHE | DON | EVE | LIN | LIV |
| Arsenal                                                    |     | 4-2 | 1-1 | 3-1 | 3-2 | 3-2 | 2-1 | 4-1 |
| Birmingham City                                            | 1-1 |     | 1-1 | 4-2 | 4-0 | 1-2 | 3-1 | 3-1 |
| Bristol Academy                                            | 0-3 | 2-2 |     | 0-1 | 3-2 | 1-1 | 0-1 | 1-0 |
| Chelsea                                                    | 2-4 | 0-1 | 0-0 |     | 3-1 | 3-1 | 2-3 | 2-2 |
| Doncaster Belles                                           | 0-4 | 0-2 | 1-1 | 0-1 |     | 1-2 | 2-1 | 0-2 |
| Everton                                                    | 2-2 | 0-0 | 1-0 | 2-1 | 1-1 |     | 1-0 | 2-0 |
| Lincoln Ladies                                             | 3-3 | 2-2 | 1-3 | 2-0 | 1-2 | 2-1 |     | 3-3 |
| Liverpool                                                  | 0-2 | 2-5 | 1-4 | 0-2 | 0-2 | 1-2 | 2-3 |     |
| - Victoire à domicile - Match nul - Victoire à l'extérieur |     |     |     |     |     |     |     |     |

### Domicile et extérieur
| Rang | Équipe           | Pts | J | G | N | P | Bp | Bc | Diff |
| ---- | ---------------- | --- | - | - | - | - | -- | -- | ---- |
| 1    | Arsenal T        | 19  | 7 | 6 | 1 | 0 | 20 | 10 | +10  |
| 3    | Everton          | 15  | 7 | 4 | 3 | 0 | 9  | 4  | +5   |
| 2    | Birmingham City  | 14  | 7 | 4 | 2 | 1 | 17 | 8  | +9   |
| 5    | Lincoln Ladies   | 9   | 7 | 2 | 3 | 2 | 14 | 14 | 0    |
| 4    | Bristol Academy  | 8   | 7 | 2 | 2 | 3 | 7  | 10 | -3   |
| 6    | Chelsea          | 8   | 7 | 2 | 2 | 3 | 12 | 12 | 0    |
| 7    | Doncaster Belles | 4   | 7 | 1 | 1 | 5 | 4  | 13 | -9   |
| 8    | Liverpool        | 0   | 7 | 0 | 0 | 7 | 6  | 20 | -14  |

| Rang | Équipe           | Pts | J | G | N | P | Bp | Bc | Diff |
| ---- | ---------------- | --- | - | - | - | - | -- | -- | ---- |
| 1    | Arsenal T        | 15  | 7 | 4 | 3 | 0 | 19 | 8  | +11  |
| 2    | Birmingham City  | 12  | 7 | 3 | 3 | 1 | 14 | 10 | +4   |
| 3    | Everton          | 10  | 7 | 3 | 1 | 3 | 11 | 12 | -1   |
| 4    | Bristol Academy  | 10  | 7 | 2 | 4 | 1 | 10 | 6  | +4   |
| 5    | Lincoln Ladies   | 9   | 7 | 3 | 0 | 4 | 10 | 12 | -2   |
| 6    | Chelsea          | 9   | 7 | 3 | 0 | 4 | 8  | 11 | -3   |
| 7    | Doncaster Belles | 7   | 7 | 2 | 1 | 4 | 10 | 15 | -5   |
| 8    | Liverpool        | 5   | 7 | 1 | 2 | 4 | 9  | 15 | -6   |

## Statistiques
| Cls | Joueuse           | Club       | Goals, |
| --- | ----------------- | ---------- | ------ |
| 1   | Kim Little        | Arsenal    | 11     |
| 2   | Jodie Taylor      | Birmingham | 8      |
| 3   | Precious Hamilton | Lincoln    | 7      |
| 3   | Helen Lander      | Chelsea    | 7      |
| 5   | Rachel Williams   | Birmingham | 6      |
| 6   | Remi Allen        | Lincoln    | 5      |
| 6   | Katie Chapman     | Arsenal    | 5      |
| 6   | Toni Duggan       | Everton    | 5      |
| 6   | Jordan Nobbs      | Arsenal    | 5      |
| 6   | Fara Williams     | Everton    | 5      |

## Bilan de la saison
| Championnat d'Angleterre féminin de football 2012                             |                    |
| Champion                                                                      | Arsenal (9e titre) |
| Dauphin                                                                       | Birmingham City    |
| Coupes et trophées                                                            |                    |
| Vainqueur Coupe d'Angleterre de football féminin 2011-2012                    | Birmingham City    |
| Qualifications continentales                                                  |                    |
| Ligue des champions 2013-2014                                                 | Arsenal            |
| Ligue des champions 2013-2014                                                 | Birmingham City    |
| Promotions et relégations                                                     |                    |
| Promus en Championnat d'Angleterre féminin de football                        |                    |
| Relégués en Championnat d'Angleterre féminin de football de deuxième division |                    |